# Lansing (Kansas)
Lansing ist eine Stadt an den Ufern des Missouri River in der Leavenworth County im Nordosten des US-Bundesstaats Kansas. Das U.S. Census Bureau hat bei der Volkszählung 2020 eine Einwohnerzahl von 11.239 ermittelt. 
Lansing ist die zweitgrößte Stadt des County und bildet mit Kansas City die Metropolregion Kansas City. 

## Geschichte
Lansing ist nach dem in New York geborenen Geschäftsmann William Lansing Taylor (1831–1886) benannt, der während des Amerikanischen Bürgerkrieges in der Infanterie diente und ein Geschäft mit Postamt eröffnete. Taylor änderte später seinen Namen in James William Lansing. Er war Eigentümer eines Grundstückes, das 1878 in Parzellen aufgeteilt wurde. Die Ansiedlung wurde „Town of Lansing“ (dt. „Stadt des Lansing“) genannt und erst 1959 zur selbstverwalteten Stadt erklärt. Die Stadt ist bekannt für ihr Gefängnis Lansing Correctional Facility, in dem unter anderem die Todesstrafe vollzogen wird. Bekannte Delinquenten waren Dick Hickock, Perry Smith und Lowell Andrews, sämtlich bekannt aus Truman Capotes Tatsachenroman Kaltblütig. Bis 1990 hieß das Gefängnis noch „Kansas State Penitentiary“.

## Persönlichkeiten
- Paul Ranous Greever (1891–1943), Politiker
- Jeremiah D. Botkin (1849–1921), Politiker und Leiter des Staatsgefängnisses in Lansing